# Flowers (Ace-of-Base-Album)
Flowers ist das dritte Studioalbum von Ace of Base. Es erschien im Juli 1998 bei Mega Records in Europa. Im August beziehungsweise September 1998 erschien eine andere Ausgabe mit neuen Songs und Remixen als Cruel Summer in den USA und in Japan. Flowers erreichte Platz drei in Deutschland und hohe Chartpositionen in vielen, vor allem europäischen Ländern. In der Schweiz und Griechenland erreichte es Platz eins der Charts. Im Vereinigten Königreich und in Österreich erreichte es Platz 15.

## Entstehung
Das Album wurde von September 1997 bis Anfang 1998 mit zahlreichen Produzenten aufgenommen, neben Jonas Berggren und Ulf Ekberg zählten dazu Per Adebratt, John Amatiello, Douglas Carr, Cutfather & Joe, Tommy Ekman, Ole Evenrud, Charles Fisher, Stephen Hague, Johnny Jam & Delgado sowie StoneStream.

## Rezeption
Die Website Allmusic gab dem Album drei von fünf Sternen. Jose F. Promis verglich die beiden Ausgaben und befand die Produktion der US-Version Cruel Summer als „fleischiger“.
Das Album erreichte in der Schweiz und im Vereinigten Königreich eine Goldene Schallplatte.

## Titelliste
| Nr. | Titel                        | Autor(en)                                             | Produzent                                                          | Länge |
| --- | ---------------------------- | ----------------------------------------------------- | ------------------------------------------------------------------ | ----- |
| 1.  | Life Is a Flower             | Jonas Berggren                                        | Tommy Ekman, Per Adebratt, Jonas Berggren                          | 3:47  |
| 2.  | Always Have, Always Will     | Mike Chapman, Jonas Berggren                          | Ole Evenrud                                                        | 3:46  |
| 3.  | Cruel Summer                 | Sara Dallin, Keren Woodward, Steve Jolley, Tony Swain | Cutfather & Joe                                                    | 3:35  |
| 4.  | Travel to Romantis           | Jonas Berggren                                        | Jonas Berggren, Johnny Jam & Delgado                               | 4:10  |
| 5.  | Adventures in Paradise       | Jonas Berggren, Joe Belmaati, Mich Hansen             | Cutfather & Joe                                                    | 3:32  |
| 6.  | Dr. Sun                      | Jonas Berggren                                        | Douglas Carr, John Amatiello, Jonas Berggren                       | 3:35  |
| 7.  | Cecilia                      | Jonas Berggren                                        | Tommy Ekman, Per Adebratt, Jonas Berggren                          | 3:55  |
| 8.  | He Decides                   | Jenny Berggren                                        | Douglas Carr, Peo Hägström                                         | 3:09  |
| 9.  | I Pray                       | Ulf Ekberg, John Ballard                              | Charles Fisher, Ulf Ekberg, StoneStream                            | 3:16  |
| 10. | Tokyo Girl                   | Billy Steinberg, Ralph McCarthy, Jonas Berggren       | Johnny Jam & Delgado, Douglas Carr, John Amatiello, Jonas Berggren | 3:36  |
| 11. | Don’t Go Away                | Ulf Ekberg, John Ballard                              | Charles Fisher, Ulf Ekberg, StoneStream                            | 3:41  |
| 12. | Captain Nemo                 | Jonas Berggren                                        | Douglas Carr, John Amatiello, Jonas Berggren                       | 4:02  |
| 13. | Donnie                       | Jonas Berggren                                        | Douglas Carr, John Amatiello, Jonas Berggren                       | 4:39  |
| 14. | Cruel Summer (Big Bonus Mix) | Sara Dallin, Keren Woodward, Steve Jolley, Tony Swain | Stephen Hague, Ulf Ekberg, Johnny Jam & Delgado                    | 4:07  |